# Bianca Fallico
Bianca Fallico (Genova, 4 agosto 1999) è una calciatrice italiana, di ruolo centrocampista.

## Carriera

### Club
Fallico inizia l'attività giovanissima, avvicinandosi al calcio già a scuola, inizialmente nel ruolo di portiere, tirando i primi calci con i compagni e proseguendo nelle formazioni miste fino alla terza media. Si lega in seguito alla sua prima squadra interamente femminile, il Borgoratti Meeting, squadra di Genova nata sull'iniziativa del padre, per trasferirsi poi al  Ligorna all'età di sedici anni, squadra con la quale vince Juniores Regionale, C regionale e Juniores Nazionale, battendo in finale il Bologna 3-1, e, dal campionato 2018-2019, dopo la fusione con il Molassana Boero, rimasta in rosa con il neofondato Campomorone Lady di Ceranesi che disputa la rinnovata Serie C.
Durante la sessione estiva di calciomercato 2021 coglie l'occasione per fare il doppio salto di categoria sottoscrivendo un contratto con la neoistituita Sampdoria per indossare la maglia blucerchiata dalla stagione entrante. Sotto la guida tecnica di Antonio Cincotta ottiene piena fiducia debuttando in Serie A da titolare fin dalla 1ª giornata, nella vittoria esterna per 2-1 con la Lazio, e andando a rete per la prima volta quattro giornate più tardi segnando la rete del parziale 1-1 in rimonta nella trasferta con la Fiorentina, incontro poi terminato 4-2 per le padrone di casa. Diventato punto fisso del centrocampo, alla sua prima stagione Fallico viene utilizzata in 21 dei 22 incontri di campionato, segnando tre gol in tre differenti partite, condividendo con le compagne una stagione più che positiva chiusa al 6º posto ampiamente in zona salvezza.

## Statistiche

### Presenze e reti nei club
Statistiche aggiornate all'11 maggio 2025.
| Stagione                | Squadra                 | Campionato              | Campionato | Campionato | Coppe nazionali | Coppe nazionali | Coppe nazionali | Coppe continentali | Coppe continentali | Coppe continentali | Altre coppe | Altre coppe | Altre coppe | Totale | Totale |
| Stagione                | Squadra                 | Comp                    | Pres       | Reti       | Comp            | Pres            | Reti            | Comp               | Pres               | Reti               | Comp        | Pres        | Reti        | Pres   | Reti   |
| ----------------------- | ----------------------- | ----------------------- | ---------- | ---------- | --------------- | --------------- | --------------- | ------------------ | ------------------ | ------------------ | ----------- | ----------- | ----------- | ------ | ------ |
| 2018-2019               | Campomorone Lady        | C                       | 20         | 4          | CIC             | ?               | 1               | -                  | -                  | -                  | -           | -           | -           | 20+    | 5      |
| 2019-2020               | Campomorone Lady        | C                       | 15         | 5          | CIC             | ?               | 0               | -                  | -                  | -                  | -           | -           | -           | 15+    | 5      |
| 2020-2021               | Campomorone Lady        | C                       | ?          | 5          | CIC             | -               | -               | -                  | -                  | -                  | -           | -           | -           | ?      | 5      |
| Totale Campomorone Lady | Totale Campomorone Lady | Totale Campomorone Lady | 35+        | 14         |                 | ?               | 1               |                    | -                  | -                  |             | -           | -           | 35+    | 15     |
| 2021-2022               | Sampdoria               | A                       | 21         | 3          | CI              | 3               | 0               | -                  | -                  | -                  | -           | -           | -           | 24     | 3      |
| 2022-2023               | Sampdoria               | A                       | 15         | 0          | CI              | 3               | 1               | -                  | -                  | -                  | -           | -           | -           | 18     | 1      |
| 2023-2024               | Sampdoria               | A                       | 10         | 0          | CI              | 2               | 0               | -                  | -                  | -                  | -           | -           | -           | 12     | 0      |
| 2024-2025               | Sampdoria               | A                       | 26         | 1          | CI              | 0               | 0               | -                  | -                  | -                  | -           | -           | -           | 26     | 1      |
| Totale Sampdoria        | Totale Sampdoria        | Totale Sampdoria        | 72         | 4          |                 | 8               | 1               |                    | -                  | -                  |             | -           | -           | 80     | 5      |
| Totale carriera         | Totale carriera         | Totale carriera         | 107+       | 18         |                 | 8+              | 2               |                    | -                  | -                  |             | -           | -           | 115+   | 20     |